# Kreisgericht Lübbecke
Das Kreisgericht Lübbecke war von 1849 bis 1879 ein preußisches Kreisgericht mit Sitz in Lübbecke. 

## Geschichte
Die „Verordnung über die Aufhebung der Privatgerichtsbarkeit und des eximierten Gerichtsstandes sowie über die anderweitige Organisation der Gerichte“ vom 2. Januar 1849 hob die Patrimonialgerichtsbarkeit auf. Gleichzeitig wurde das Appellationsgericht Paderborn geschaffen, dem Kreisgerichte, darunter das Kreisgericht Lübbecke zugeordnet waren. Sein Sprengel umfasste den Kreis Lübbecke mit der Stadt Lübbecke. Der Sprengel umfasste 49.602 Gerichtseingesessene. Schwurgerichtsangelegenheiten wurden beim Kreisgericht Herford behandelt. Eine Gerichtskommissionen wurde in Rahden eingerichtet. Gerichtstage wurden in Levern gehalten.
Mit den Reichsjustizgesetzen wurden die Gerichte im Deutschen Reich vereinheitlicht. Das Kreisgericht Lübbecke wurde 1879 aufgehoben. Neu eingerichtet wurde nun das Amtsgericht Lübbecke im Bezirk des Landgerichtes Paderborn.

## Gerichtskommission Rahden
Bei der Gerichtskommission Rahden bestanden drei Richterstellen. Der Sprengel der Gerichtskommission Rahden umfasste die Ämter Rahden, Wehdem und Dielingen.
Die Gerichtskommission Rahden wurde 1879 aufgehoben und das Amtsgericht Rahden gebildet.